# Cites d'amor
Cites d'amor (títol original en italià: Natale in casa d'appuntamento) és un pel·lícula italiana dirigida per Armando Nannuzzi, estrenada el 1976. Ha estat doblada al català.

## Argument
Nira dirigeix un bordell disfressat de galeria d'art, amb l'esperança de poder guanyar prou diners per retirar-se juntament amb el seu amant, Alberto. Però no compta amb les males passades del destí.

## Repartiment
- Ernest Borgnine: Max
- Françoise Fabian: Nira
- Corinne Cléry: Senine
- Silvia Dionisio: Rosana
- Robert Alda
- Carmen Scarpitta